# Mad Foxes
Pour plus de détails, voir Fiche technique et Distribution.
Mad Foxes (Los violadores) est un film de motard hors-la-loi hispano-suisse réalisé par Paul Grau et sorti en 1981. Le film raconte la rivalité entre un playboy conduisant une Corvette et un gang de motards néo-nazis, qui passe d'une futile altercation routière à une véritable vendetta.
Mad Foxes est considéré comme la quintessence du cinéma d'exploitation européen remarqué pour sa violence malsaine et son intrigue décousue, ce qui a initialement poussé le producteur Erwin C. Dietrich à le désavouer.

## Synopsis
Au volant de sa Corvette Stingray, Hal se rend en discothèque avec sa petite amie. C'est alors que les membres d'un gang de rockeurs nazis lui demandent de faire une course, au cours de laquelle l'un d'entre eux meurt. Après une soirée bien arrosée, il veut rentrer chez lui avec sa petite amie pour la dépuceler, mais il est maîtrisé par les rockeurs à la sortie de la boîte. Le gang de rockeurs viole sa petite amie et le laisse grièvement blessé.
Après être sorti de l'hôpital, il appelle une connaissance d'une école de karaté. L'élève de karaté mélange les rockeurs, castre le chef et le force à avaler son sexe. Mais la vengeance des autres rockeurs est tout aussi cruelle. Ils mettent le feu à l'école de karaté et exécutent le chef avec sadisme. Ils tentent ensuite de s'emparer de Hal, qui leur échappe toutefois.
Hal veut se réfugier chez ses parents à la campagne et emmène avec lui une jolie auto-stoppeuse. Avec cette dernière, il vit des aventures amoureuses dans le manoir de ses parents et dans les forêts environnantes. Mais les rockeurs découvrent son existence, prennent d'assaut le manoir et tuent ses parents et tous les domestiques.
Hal décide de se venger et assassine les rockeurs les uns après les autres. A la fin, il retourne à son appartement où le chef des rockeurs l'attend et il les tue tous les deux avec une bombe.

## Fiche technique
- Titre français : Mad Foxes[2]
- Titre allemand : Mad Foxes – Feuer auf Räder[3],[4]
- Titre original espagnol : Los violadores[5]
- Réalisation : Paul Grau
- Scénario : Hans R. Walthard, Paul Grau, Melvin Quiñones, Jaime Jesús Balcázar
- Photographie : Kurt Aeschbacher, Hans-Toni Aschwanden
- Montage : Peter Baumgartner
- Musique : Walter Baumgartner, E-Flat
- Producteur : Hans R. Walthard, Erwin C. Dietrich
- Société de production : Balcázar Producciones Cinematográficas, Elite Film
- Pays de production :  Espagne -  Suisse
- Langue : espagnol
- Format : couleurs par Eastmancolor - 1,85:1 - Son mono - 35 mm
- Genre : film de motard hors-la-loi
- Durée : 77 minutes
- Date de sortie :
  - France : 24 mai 1981
  - Espagne : 19 avril 1982
  - Suisse alémanique : mai 1982

## Distribution
- José Gras (sous le nom de « Robert O'Neal ») : Hal
- Laura Premica : Silvia Godo
- Laly Espinet (sous le nom de « Sally Sullivan ») : Babsy
- Peter John Saunders : le chef des rockeurs
- Brian Billings : le rockeur Hardy
- Ueli Falk (sous le nom de « Eric Falk ») : Stiletto
- Helmi Sigg (sous le nom de « Siggy Helm ») : Ronnie
- Guillermo Balcázar : El Nino
- Paul Grau : Instructeur de karaté
- Antonio Molino Rojo : Responsable du parking

## Production
Paul Grau était un réalisateur de vidéoclips bien connu en Europe germanophone. Il a également travaillé comme directeur de production pour le magnat suisse du film d'exploitation Erwin C. Dietrich. En 1980, Grau fonde sa propre société, Reflection Film, et demande à Dietrich de l'aider à monter son premier long métrage,. Par l'intermédiaire de sa société de distribution Ascot, Dietrich avait sorti avec un certain succès la version allemande du film américain Stingray (en), sorti en 1978. Peu impressionné par les idées originales de Grau, il lui demande de réaliser un dérivé de ce film, mettant à nouveau en scène la voiture de sport éponyme,. Le titre du tournage, Stingray II, reste visible à l'arrière-plan d'une scène. Le réalisateur se réunit avec un ami qui travaille pour le tabloïd suisse Blick, et ils rassemblent à la hâte huit pages de crimes sensationnels qui constitueront le synopsis du nouveau projet,. Alors que le film partage avec Stingray la thématique du rock, le « Mad » du titre fait référence au film australien à succès Mad Max, qui est sorti en 1979. Quant au titre original espagnol, Los violadores, il fait directement référence au genre du rape and revenge.
Les prises de vue s'étalent sur deux semaines en décembre 1980. Zurich, en Suisse, a accueilli les scènes d'intérieurs, tandis que le reste du tournage s'est déroulé à Barcelone, en Espagne, en partenariat avec la société locale Balcázar Producciones Cinematográficas,,. Le coordinateur des cascades derrière le nom de scène anglicisé de Ronnie Lee était le Suisse Roland Kathriner. La voiture du héros était une Corvette C3 personnalisée de Neufeld's Special Cars, un concessionnaire zurichois de voitures exotiques offrant des locations pour le cinéma, qui a été convoyée à Barcelone,,. [Cependant, la production a dû se contenter de motos légères telles que des Montesas espagnoles, plutôt que les choppers attendus d'un gang de motards, ce qui a déconcerté les pilotes,. Certains d'entre eux étaient de véritables Hells Angels que Falk avait rencontrés dans des circonstances tendues dans le cadre de son travail de garde du corps, et il a pu désamorcer la situation en les invitant à participer au tournage. Les motards portaient des brassards à croix gammée dans la plupart des scènes d'intérieur, mais pas à l'extérieur en raison des lois interdisant l'affichage public de symboles nazis,.
Le projet lui ayant été présenté par Grau, Dietrich n'a pas supervisé de près sa réalisation,. L'acteur Helmi Sigg a noté la désorganisation de Grau par rapport aux productions habituelles de Dietrich, tandis que Grau lui-même a admis que son effort de réalisation avait « terriblement échoué ». Lorsqu'il a vu le produit fini, Dietrich a été tellement consterné qu'il n'a pas pu le regarder jusqu'au bout, et a choisi de ne pas mentionner son crédit de producteur. Aujourd'hui encore, Dietrich entretient une relation ambiguë avec le film. Comme le film a été censuré et mis à l'index peu de temps après sa sortie en salle, il n'a jamais pu rentrer dans ses frais, d'autre part Dietrich n'a jamais voulu consciemment tourner des films de série Z. Il dira plus tard que c'est la seule fois de toute sa carrière qu'il a essayé de dissimuler son implication dans un film,.
La musique du film a été composée par le groupe suisse de hard rock Krokus, qui a autorisé les deux titres Easy Rocker et Celebration à figurer dans le film. Le futur comique Helmi Siggi du Trio Eden participe au film en tant qu'interprète de l'un des rockeurs.

## Accueil critique
Nanarland lui confère 4 étoiles sur 5, et indique que « Rarement un nanar aura flatté aussi farouchement les bas instincts de son public. Mad Foxes alias Los violadores est un film qui ne laisse personne indifférent, tant par sa bêtise scénaristique que par son propos inepte asséné avec la délicatesse d’un tractopelle. Ce nanar burné aura marqué les esprits de bien de spectateurs qui l'ont découvert, mi-hilares et mi-consternés ».